# Resurrection Bay

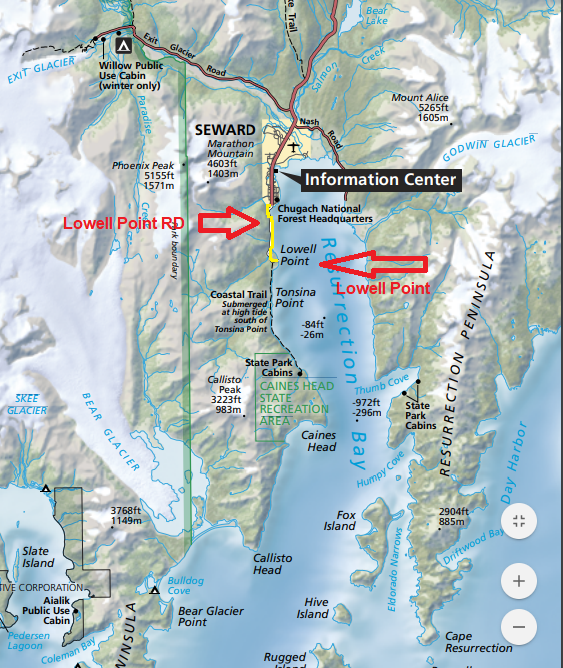
Karte

Die Resurrection Bay ist eine Bucht im US-Bundesstaat Alaska in den Kenai Mountains auf der Kenai-Halbinsel, östlich des Kenai-Fjords-Nationalparks. Ortschaften an der Bucht sind Seward am nördlichen Ende sowie Lowell Point am westlichen Ufer.
Alexander Baranow, damaliger Leiter der Russisch-Amerikanische Kompagnie, gab der Resurrection Bay ihren Namen, nachdem er dort vor einem schweren Sturm im Golf von Alaska Zuflucht gefunden hatte. Der Sturm ließ an einem Ostersonntag nach und Baranow wählte den Namen „Wiederauferstehung“ (engl.: Resurrection) für die Bucht und den nahe gelegenen Resurrection River.
Auf der Ostseite der Bucht befinden sich mit Thumb Cove, Sandspit Point, Sunny Cove, Driftwood Bay und Safety Cove fünf State Marine Parks, auf der Westseite bei Fort McGilvray, einer verlassenen Festung aus dem Zweiten Weltkrieg, liegt der Caines Head State Recreation Area. Während des Kriegs war das Fort eine strategisch wichtige Verteidigungsanlage für den Hafen von Seward und den südlichen Endpunkt der Alaska Railroad. Das Fort sollte eine etwaige Invasion der japanischen Armee abwehren. Am Übergang der Bucht zum offenen Meer liegt der Bear-Gletscher.
Die Eröffnungsszene des Films Jagd auf Roter Oktober, die im Murmansk-Fjord spielte, wurde in der Bucht gedreht.